# Val Strona
Het Val Strona is een bergdal in de Noord-Italiaans regio Piëmont (provincie Verbania). 
De vallei is gevormd door de rivier de Strona die ontspringt op de zuidelijke flank van de Cima Capezzone (2421 m) en via Omegna aan het Ortameer en Gravellona Toce uitstroomt in de Toce. Het Val Strona grenst in het noorden aan het Val d'Ossola en Valle Anzasca en in het zuidwesten aan het Valsesia.
Het Val Strona is dunbevolkt en heeft als hoofdplaats Valstrona, dat tevens grootste gemeente is van het dal. Helemaal achter in het dal ligt de frazione Campello Monti, een Walser nederzetting die lange tijd behoorde tot de gemeente Rimella (Valsesia). Het Val Strona staat bekend om haar houtsnijwerk. In het dal wordt onder meer een grote hoeveelheid Pinocchiopoppen geproduceerd. 
Vanuit Germagno gaat een weg omhoog naar de Alpe Quaggione (1156 m). De weg biedt op verschillende punten een mooi uitzicht op het Ortameer en het relatief nabije bergmassief van de Monte Rosa. 

## Gemeentes in het dal
- Valstrona (1263 inw.)
- Loreglia (353 inw.)
- Germagno (205 inw.)
- Massiola (192 inw.)

## Hoogste bergtoppen
- Cima Capezzone (2421 m)
- Monte Ventolaro (1892 m)
- Monte Capio (2172 m)